# Garvin (Oklahoma)
Garvin é uma cidade  localizada no estado norte-americano de Oklahoma, no Condado de McCurtain.

## Demografia
Segundo o censo norte-americano de 2000, a sua população era de 143 habitantes.
Em 2006, foi estimada uma população de 222, um aumento de 79 (55.2%).

## Geografia
De acordo com o United States Census Bureau tem uma área de
0,8 km², dos quais 0,8 km² cobertos por terra e 0,0 km² cobertos por água. Garvin localiza-se a aproximadamente 127 m acima do nível do mar.

## Localidades na vizinhança
O diagrama seguinte representa as localidades num raio de 24 km ao redor de Garvin.